# Timeless Portraits and Dreams

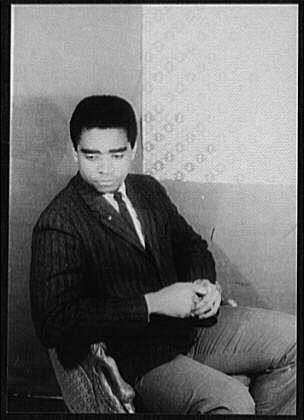
George Shirley, 1961

Timeless Portraits and Dreams ist ein Jazz-Album der Pianistin Geri Allen, das am 16. und 17. März 2006 im Avatar Studio A in New York City aufgenommen wurde und am 22. August 2006 bei Telarc erschien.
Das ähnlich einer Suite angelegte Album beschäftigt sich nach Allens Aussage mit den „Verbindungen“ (connections) und den spirituellen Grundlagen afroamerikanischer Erfahrungen.

## Das Album
Die Konzeption dieses Albums entstand während Geri Allens Lehrtätigkeit an der University of Michigan in Ann Arbor. Dort arbeitete sie mit dem Studentenchor Cass Tech Madrigal Singers. Schließlich kamen bei der Aufführung als Solisten die Jazzsängerin Carmen Lundy und der Opernsänger George Shirley hinzu, außerdem Jimmy Cobb am Schlagzeug. „Jenes Konzert half mir sehr, meine Ideen für dieses Album auszugestalten,“ schrieb Allen in den Liner Notes.
Als zentralen Titel des Albums, um das sich alle weiteren Kompositionen gruppieren, bezeichnet Geri Allen den Song I Have a Dream, den Mary Lou Williams 1968 nach dem Attentat auf Martin Luther King schrieb, in Anspielung auf dessen Rede I Have a Dream  beim Marsch auf Washington für Arbeit und Freiheit (1963), und der später Bestandteil von Williams’ Jazzmesse Music for Peace wurde. Bezug nehmend auf die Pianistin und Komponistin hatte Allen bereits 2004, während sie an der Howard University unterrichtete, das Album Zodiac Suite Revisited mit dem Mary Lou Williams Collective eingespielt, das auf Williams’ Zodiac Suite (1945) basiert.
Um dieses Werk, bei dem der Tenorsänger George Shirley und der Saxophonist Donald Walden als Gastmusiker mitwirkten, gruppierte Allen den Traditionial Oh Freedom und ihre eigenen Kompositionen. Hierzu gehören die Titelstücke Portraits and Dreams und Timeless Portraits and Dreams, das Billie Holiday gewidmete Our Lady und In Real Time, mit ihrem Ehemann, dem Trompeter Wallace Roney, als Solisten. Es folgen die Fremdkompositionen Melchezedik (aus der Feder ihres Schwagers Antoine Roney), Embraceable You von George Gershwin, La Strada von Nino Rota, Lil Hardin Armstrongs Ballade Just for a Thrill, der Soul-Titel Well Done (geschrieben vom R&B-Sänger Kenny Lattimore) und A-Leu-Cha von Charlie Parker. Der an der Session beteiligte Bassist Ron Carter steuerte seine Komposition Nearly bei.
Das Album beginnt mit einem kurzen Pianosolo über das Traditional Oh Freedom, der aus der Zeit nach dem Sezessionskrieg stammt und meist mit Odetta und Joan Baez assoziiert wird, die ihn 1963 bei dem Marsch auf Washington sang. In Triobesetzung folgt Antoine Roneys Komposition Melchezedik, mit wortloser Begleitung des Atlanta Jazz Chorus und mit Allens Arrangement mit Blues- und Gospel-Elementen an Kompositionen aus Keith Jarretts frühen Werk erinnernd. Ron Carter hat ein Solo, aus dem Hintergrund getragen von Ostinatospiel Allens. Portraits and Dreams ist eine kurze Post-Bop Komposition Allens, „mit melodischen und harmonischen Drehungen und Glocken-ähnlichen Clustern, das Trio als interaktive Einheit konzentriert.“
Die Sängerin Carmen Lundy wird bei dem Spiritual Well Done herausgestellt, gefolgt von Allens Solo über Nino Rotas Filmthema La Strada aus dem gleichnamigen Fellini-Film, das „mit seinen dunklen Linien und Harfen ähnlichen Kaskaden gleichermaßen an der Traditionen der europäischen Klassik wie amerikanischen Jazzwurzeln anknüpft.“ Mary Lou Williams’ Musik und Text von I Have a Dream wurden von Carmen Lundy arrangiert. Zunächst hat Saxophonist Donald Walden ein Solo, bevor die kräftige Tenorstimme von George Shirley einsetzt, im Ausklang vom Chor begleitet. Es folgt Ron Carters Nearly, „ein kompliziert gewebter Blues“, in dem sich Allen um die Bluesformen von Carters Basslinien windet.

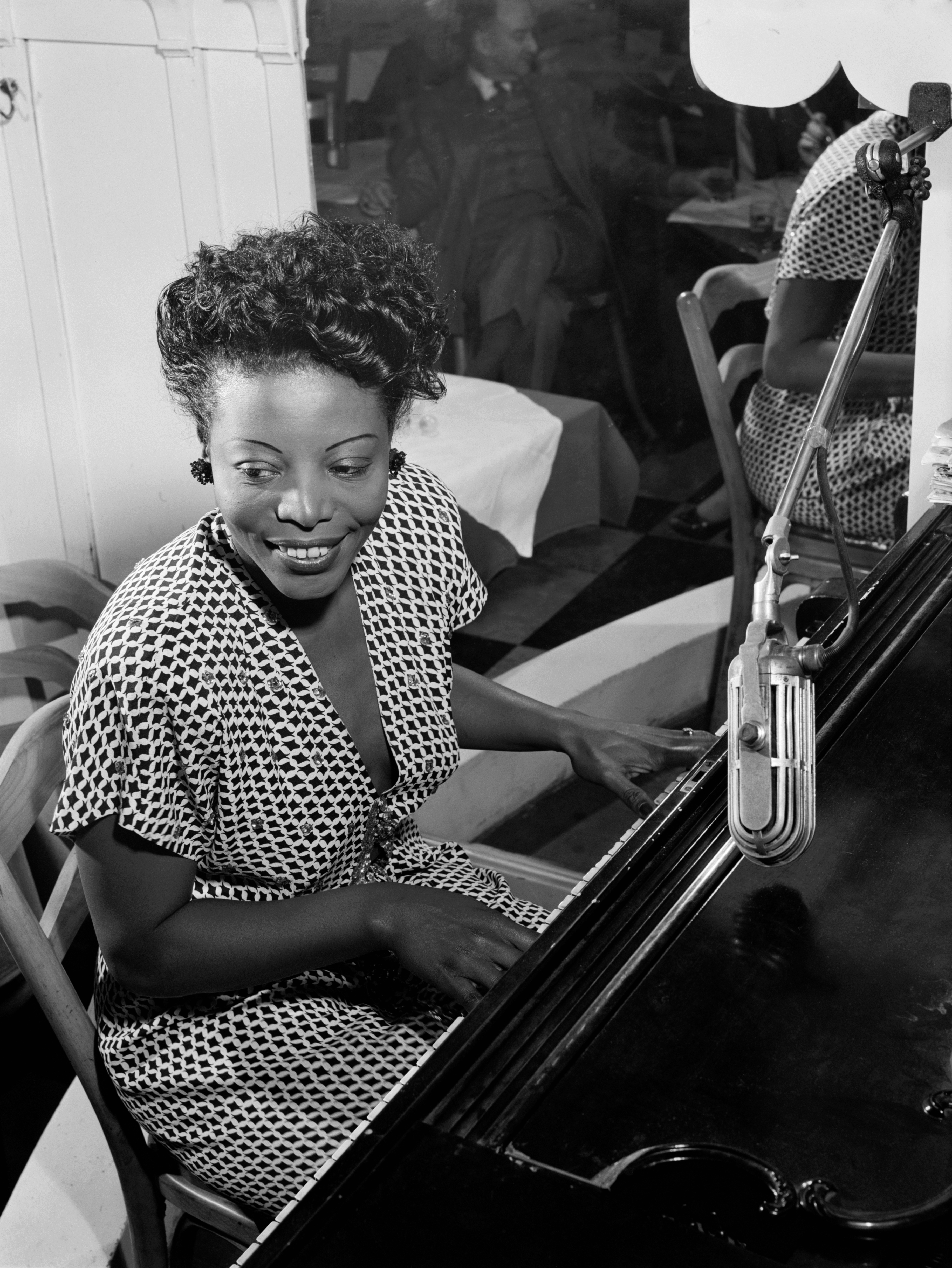
Mary Lou Williams, ca. 1946. Fotografie von William P. Gottlieb

In der Gemeinschaftskomposition von Allen/Roney In Real Time wird Wallace Roney herausgestellt; In der Darbietung wie auch in der Komposition, behalten Piano und Trompete die Führung, indem sie jeweils die Rolle des anderen spiegeln. Es folgen drei Jazzstandards, zunächst in einer neuen Interpretation George Gershwins Embraceable You von 1930, das Herbie Hancocks Arrangement aus seinem Album Gershwin’s World (1998) folgt. Allen „spielt eine abstrakte Version die zu dem introspektiven Charakter der Suite passt“. Allens Arrangement von Charlie Parkers Bebop-Nummer Ah-Leu-Cha basiert auf dem Kontrapunkt der zwei Bläser in Parkers Aufnahme des Titels mit Miles Davis vom September 1948, in diesem Fall „dienen ihre zwei Hände als Hörner, über einem furiosen Walking Bass und konstant vorantreibender Perkussion, mit Cobbs Solo als Epizentrum des Titels.“ Mit dem Neuarrangement von Lil Hardin Armstrongs Just for a Thrill verweist sie darauf, dass Louis Armstrongs Frau die Erste war, die „die linke Hand des Pianisten befreite.“
Die folgenden Titel sind wiederum Eigenkompositionen Geri Allens; mit ihrem Tribut an Billie Holiday stellt sie heraus, die Sängerin „was elegant and refined in her approach to the blues.“ Allen greift in ihrem Spiel in Our Lady (For Billie Holiday) die Phrasierungen von Holiday und ihrem musikalischen Partner Lester Young auf. Im letzten Teil des Titels steuert Wallace Roney ein Solo auf der gestopften Trompete bei. Allen schrieb Musik und Text des Titelstücks Timeless Portraits and Dreams für Gesang (wieder Carmen Lundy), Piano und Chor (Atlanta Jazz Chorus). Die Komposition ist Teil des Auftragswerks For the Healing of Nations, einer Suite, die den Opfern der Terroranschläge am 11. September 2001 gewidmet ist und 2006 im Walt Whitman Arts Center in Camden (New Jersey) aufgeführt wurde. Lundy beginnt den Song mit einem leidenschaftlichen Ruf (hold onto our dreams) über Allens Akkorden, der dann in Single-Notes-Spiel übergeht. Der Songtext Allens spricht wie das ganze Album über Verbindungen:

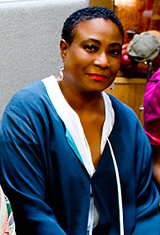
Geri Allen

“dreams are floating streams… bridges…peace and love, our lives connected.”

Das Album schließt mit einer kurzen Reprise des Themas Portraits and Dreams.
Das Album enthält eine Bonus-CD mit dem Titel Lift Every Voice and Sing, interpretiert von George Shirley und dem Atlanta Jazz Chorus unter der Leitung von Dwright Andrews.

## Rezeption
Die Rezensionen des Albums waren überwiegend wohlwollend, das amerikanische Musikmagazin Hi-fi News schrieb, „Pianistin Allen offers calm, measured and beautiful trio music“; der Musikkritiker Ken Dryden bezeichnete das Album in Allmusic als sehr empfehlenswert und bewertete es mit vier (von fünf) Sternen; beeindruckend sei die Mischung aus Jazz, Spirituals, geistlichen Werken und Original-Kompositionen Geri Allens. Wenn einige Jazzfans deren Instrumental-Aufnahmen vorzögen, wäre ihnen versagt, diese anregende Session zu entdecken.
Terry Perkins schrieb in JazzTimes, dass Allens Kompositionen immer auch persönliche Themen aufgriffen und sie mit dieser Einspielung geistliche Einflüsse verarbeite. Indem sie neben ihren Begleitmusikern Ron Carter und Jimmy Cobb noch weitere Gäste hinzuziehe, sorge sie für ein hohes Maß an stilistischer Abwechslung. Höhepunkte des Albums seien Allens beseelte Interpretation von Nino Rotas La Strada, ein beeindruckendes Solo in Gershwins Embraceable You, das eine Verbeugung vor Herbie Hancock sei, und eine swingende Coverversion von Charlie Parkers Ah-Leu-Cha:

“Allen’s unique, distinctive keyboard style shines brightly throughout this recording”

Zu den Höhepunkten des Albums zählt der Kritiker Woodrow Wilkins Allens Solo im Mittelteil von In Real Time, in dem sie von Ron Carters Kontrabass begleitet wird. Cobbs Schlagzeugspiel sei subtil aber wirkungsvoll. Lundy, Walden, Roney, Shirley und der Atlanta Jazz Chorus unterstützten das Trio mit großartigem Ergebnis. Sie böten zusammen eine „gallery of emotions, thought-provoking messages and good jazz“.
Andrea Canter sieht Allens Werk in einer Traditionslinie mit der Zodiac Suite (von Mary Lou Williams), indem es die spiritual roots of jazz erforsche. Timeless Portraits and Dreams sei

“a uniquely structured set of original compositions, spirituals and classic jazz tunes that form a cohesive, 14-part suite ‘about jazz connections’, the common denominator being ‘one source: The Most High’ as Allen states in her extensive liner notes”

Die eigentliche inkongruente Melange von Kompositionen so ungleicher Künstler wie Lil Hardin Armstrong, George Gershwin, Charlie Parker, Mary Lou Williams, Antoine Roney und Ron Carter bekäme durch Allens geschicktes Arrangement und Einordnung ein nahtloses, in sich stimmiges Ganzes. Ob mit oder ohne den (zusätzlichen) Track 15, sei Timeless Portraits and Dreams bislang Geri Allens persönlichste und wortgewandteste Mischung aus Komposition, Arrangement und Performance.

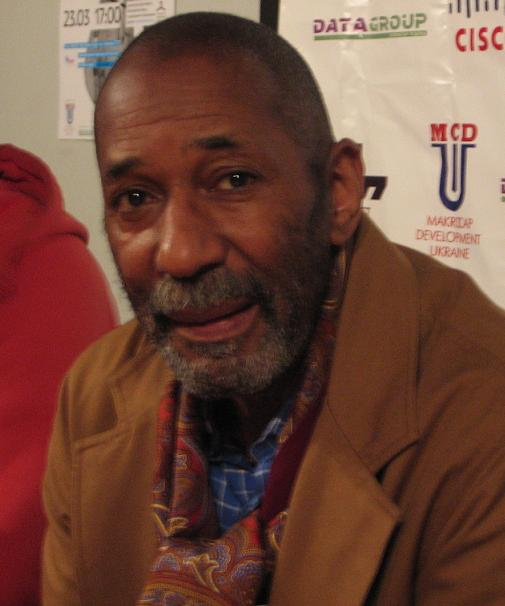
Ron Carter; 2008

Will Layman argumentiert hingegen, das Album habe trotz des Anspruchs, ein Konzeptalbum sein zu wollen, seine stärksten Momente jenseits des „Konzepts“; zwar rede Allen [in den liner notes] viel von „Jazz“ und seine Rolle in der afroamerikanischen Erfahrung; schreibe über „connections“ und über „The Most High“, und ihr Programm sei deutlich als eine Art Dialog zwischen der säkularen und der spirituellen Seite dieser Musik aufzufassen. Auch bildeten die Anwesenheit des Atlanta Jazz Chorus und der Operntenor George Shirley die ernsthaftesten Momente dieses Albums. Doch es sei Tatsache, dass die besten Teile von Timeless Portraits & Dreams jene seien, in denen „das sehr beachtliche Trio“ aus Allen, Ron Carter und Jimmy Cobb einfach swinge.
Die besten Abschnitte des Albums seien die Titel in der Mitte, „eine Reihe unaufgeregter Titel, die nicht mit Sängern und Extravaganzen stören.“ Dies beginne mit dem straight-forward gespielten Blues von Ron Carter, Nearly, gefolgt in Quartettbesetzung mit Wallace Roney (In Real Time), bei dem zwar gefällige Reminiszenzen an den Miles Davis der 1960er Jahre anklängen, der aber mit einem gesunden Sinn für individuelle harmonische Erkundungen spiele. Auch in dem Hancock-beeinflussten Arrangement von
Embraceable You spiele das Trio mit hinreißender Beherrschung, und überraschend flexibel in Charlie Parkers Ah-Leu-Cha. Vielleicht bester Titel von allen sei der selten gespielte Lil Hardin-Titel Just for a Thrill, wo dem Trio eine der Kammermusik ähnliche Balance von Zeit, Harmonie und Melodie gelinge. Hier beherrsche Cobb seine Besen mit Meisterschaft und Carter Carter fülle jede Leerstelle mit seinen Glissandos und vokalisierten slides.
Dem gegenüber ständen die „angestrengten Konzept-Stücke“, die „unausgeglichen und schwerfällig“ wirkten. Well Done, das Gospel/Soul-Stück von Kenny Lattimore mit einem „Pseudo-Bossa-Arrangement“; Mary Lou Williams’ “I Have a Dream” feature zwar für 90 angenehme Sekunden Donald Waldens Tenorsaxophon, aber in dem Moment, in dem die Opernstimme von George Shirley auftrete, „überreif und gospelhaft“ (overripe and gospelized), würde der Jazzchorus jäh beendet. Hingegen böte das Titelstück ein sehr gefälliges Duett von Carmen Lundy mit Geri Allen, der sich zum Schluss hin zu einem tief vertrauten Dialog entwickle. Will Layman resümiert:

“But I can’t help feeling that the most spiritual and meaningful music on this record is the good stuff in the middle — the straight rapport of three or four musicians playing straight-ahead blues and jazz and showing how the magic of the African-American cultural heritage has created a mature, even classical art form. Without any choruses or operatic flourishes, Allen, Carter, and Cobb are all that anyone could need.”

## Titelliste

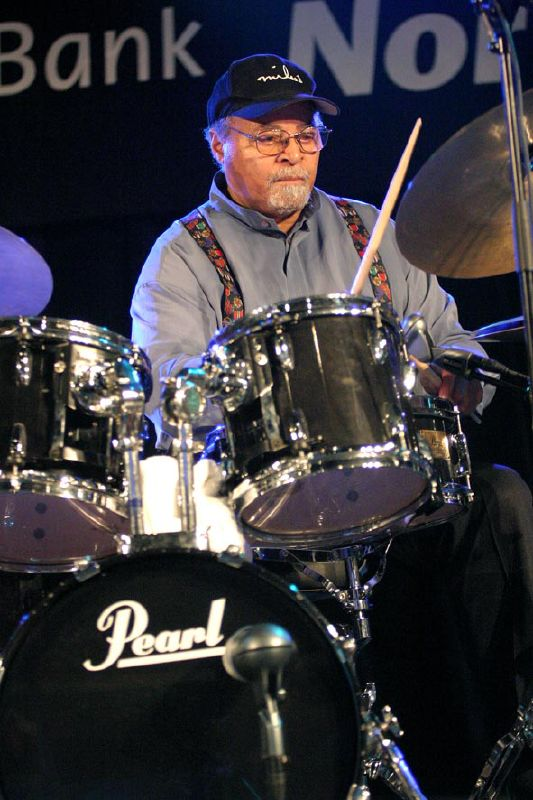
Jimmy Cobb

- Geri Allen: Timeless Portraits and Dreams (Telarc 83645)

Disc 1
1. Oh Freedom (trad.) – 1:52
2. Melchezedik (Antoine Roney) – 7:06
3. Portraits and Dreams (Allen) – 2:27
4. Well Done (Lattimore, McClain) – 5:22
5. La Strada (Rota) – 4:21
6. I Have a Dream (Williams) – 2:23
7. Nearly (Carter) – 4:27
8. In Real Time (Allen, Roney) – 5:40
9. Embraceable You (Gershwin) – 2:48
10. Ah-Leu-Cha (Parker) – 4:51
11. Just for a Thrill (Armstrong) – 4:21
12. Our Lady (For Billie Holiday) (Allen) – 5:59
13. Timeless Portraits and Dreams (Allen) – 5:05
14. Portraits and Dreams (Reprise) – 1:38

Disc 2
1. Lift Every Voice and Sing (Johnson) – 3:52